# Библиотеки в Никарагуа
Создание государственной системы библиотек и развитие библиотечного дела в Никарагуа началось в 1880-е годы (хотя формирование частных и церковных книжных собраний и коллекций имело место и раньше).

## История

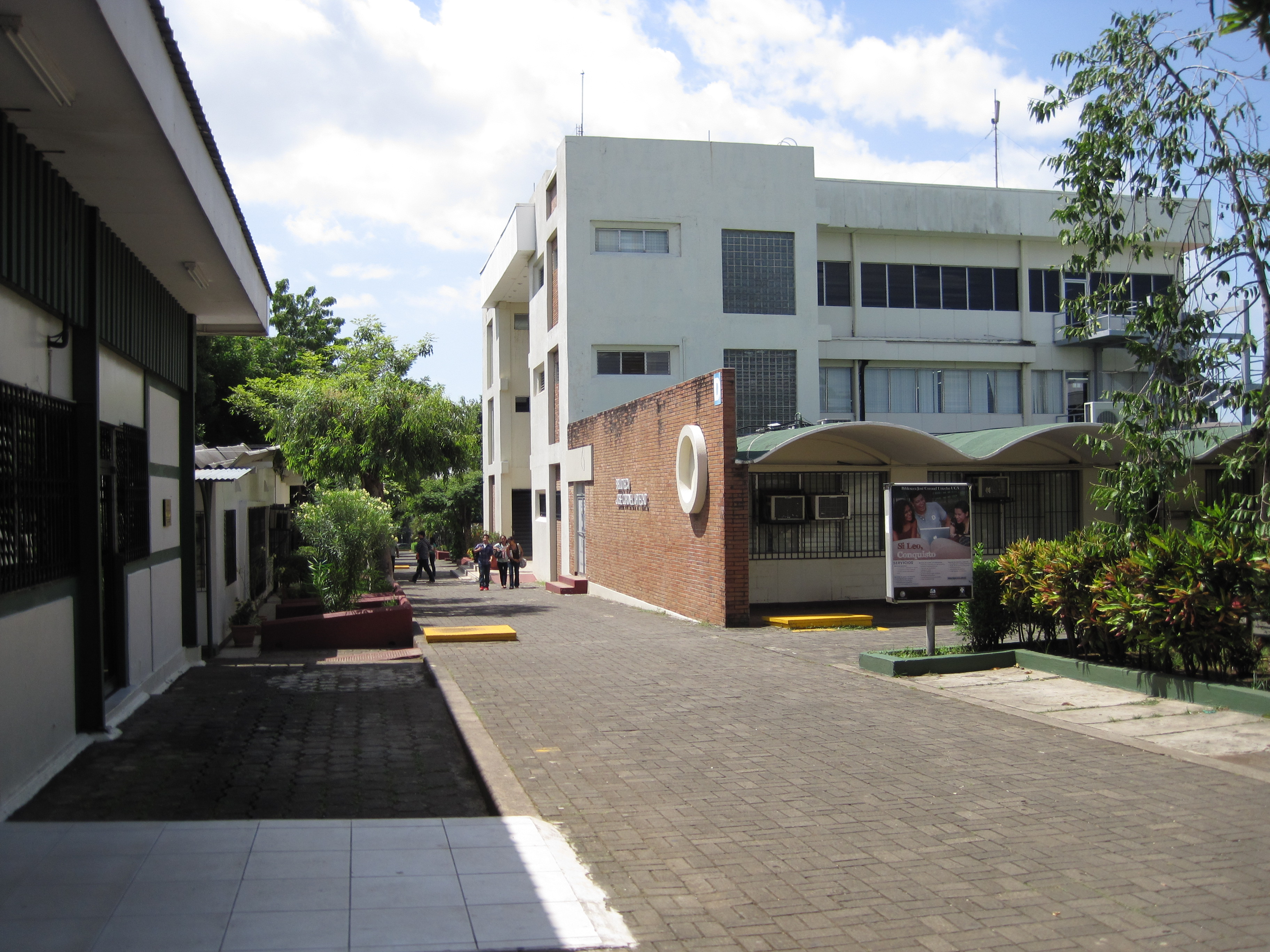
здание библиотеки Центральноамериканского университета (2 ноября 2013)

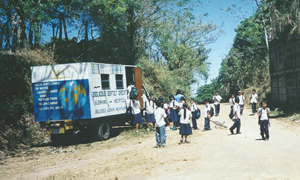
Передвижная библиотека на шасси грузовика в Никарагуа (11 октября 2008)

В 1812 году на базе ранее существовавшей католической школы в городе Леон (который в то время являлся административным центром испанской колонии Никарагуа-и-Коста-Рика) был открыт университет — первое высшее учебное заведение страны. В 1816 году при университете начала работу библиотека.
Из-за скудного финансирования и политической нестабильности в стране развитие библиотек и накопление книжных фондов проходило медленно.
Так, после вторжения в 1855 году в Никарагуа армии наёмников У. Уокера (13 октября 1855 года захватившего город Гранада и в июне 1856 года объявившего себя президентом Никарагуа, но столкнувшегося с сопротивлением местного населения) город Гранада (в то время — второй по размерам и значению город страны) был полностью сожжён 14 декабря 1856 года при отступлении наёмников из страны.
Создание государственных библиотек на территории Никарагуа началось в 1881 году, когда по распоряжению правительства в столице страны (которой с 1858 года стал город Манагуа) был создан Национальный архив (при котором в 1882 году начала работу Национальная библиотека).
В период с 1912 до 1925 года и с 1926 по 1933 год Никарагуа была оккупирована войсками США, а в 1927—1934 годы под руководством генерала А. Сандино шла национально-освободительная война.
В 1920 году в городе Леон была открыта библиотека «Хосе Мадрис».
В результате сильного землетрясения 31 марта 1931 года в Манагуа столичная Национальная библиотека пострадала, но позднее она была восстановлена.
В ноябре 1966 года в Манагуа была открыта библиотека-филиал мексиканской сети библиотек «Bibliotecas Mexico».
В 1968 году в стране действовало около 20 библиотек (7 муниципальных, 7 университетских и школьных — и пять прочих, включая частные), крупнейшей из которых являлась столичная Национальная библиотека. Между библиотеками страны имел место обмен книгами. Также на территории страны действовало 12 книжных магазинов и девять типографий (однако общее количество выпущенных в стране книг являлось незначительным).
В 1971 году в стране действовали две крупные библиотеки (Национальная библиотека в Манагуа и библиотека при университете в Леоне).
После победы Сандинистской революции 19 июня 1979 года Сандинистский фронт национального освобождения начал выполнение программы по развитию системы образования. Началась кампания по ликвидации неграмотности, были открыты новые школы и библиотеки.
В 1983 году студенты столичного техникума «Маэстро Габриэль» отремонтировали найденный на автомобильной свалке на окраине Манагуа микроавтобус «фольксваген», который превратили в передвижную библиотеку («библиобус») — начавшую работать в сельских районах страны.
25 февраля 1990 года президентом страны стала Виолета Барриос де Чаморро, при поддержке США начавшая политику неолиберальных реформ, в результате которых в стране начался экономический кризис, сопровождавшийся деиндустриализацией. В марте 1990 года началась военная реформа, сокращение численности вооружённых сил и военных расходов. На рубеже 1991—1992 гг. вооружённые силы Никарагуа стали самыми малочисленными среди армий стран Центральной и Латинской Америки. Однако военная библиотека (Biblioteca Militar «Comandante Carlos Alberto Fonseca Amador») была сохранена и продолжила функционировать.
В 1993 году филиалы столичной Национальной библиотеки действовали во всех крупных городах страны.
После победы на выборах 5 ноября 2006 года президентом стал Даниэль Ортега и политика правительства изменилась. 23 февраля 2007 года Никарагуа вступила в Боливарианский Альянс для народов нашей Америки (ALBA), началось развитие отношений с Венесуэлой и Кубой (в том числе, в области образования и культуры). В феврале 2023 года в столице страны при колледже «Colegio Público República de Cuba» была открыта ещё одна библиотека.

## Дополнительная информация
- День библиотекаря — профессиональный праздник в Никарагуа (с 8 ноября 1980)[13]